# 孔索拉桑
孔索拉桑是巴西米纳斯吉拉斯州的一个市镇。总面积85.936平方公里，总人口1695人，人口密度19.7人/平方公里。